# Ourang Medan
Unter dem Namen Ourang Medan kursiert seit den 1940er Jahren die Geschichte von einem angeblichen Dampfschiff dieses Namens, dessen Besatzung auf offener See starb und das anschließend in Brand geriet und sank. Ein passendes Schiffswrack ist jedoch unbekannt und der Name Ourang Medan in Schiffsregistern nicht auffindbar. Zum vermeintlichen Zwischenfall existieren mehrere Theorien, aber nur dürftige Quellen.
So wird vermutet, dass die Ourang Medan, falls sie denn existierte, als Schmuggelschiff Schwefelsäure, Zyankali und Nitroglycerin geladen haben könnte, was durch Undichtigkeiten sowie eingedrungenes Salzwasser zu einer Blausäurevergiftung geführt haben könnte. Auch der Transport eines chemischen Kampfstoffes der japanischen Einheit 731 für eine der Weltmächte im beginnenden Kalten Krieg, getarnt in einem alten Dampfer, wurde als mögliche Erklärung ins Spiel gebracht.

## Trivia
- Das mutmaßliche Schicksal der Ourang Medan inspirierte Supermassive Games zur Handlung ihres Videospiels The Dark Pictures Anthology: Man of Medan.